# Rogatka na Zakrzówku w Krakowie
Rogatka na Zakrzówku (również jak inne rogatki Krakowa zwana urzędem liniowym podatku spożywczego) – dawna rogatka w Krakowie, w dzielnicy VIII przy ulicy Kobierzyńskiej 87, na osiedlu Ruczaj-Zaborze, wzniesiona w stylu modernistycznym.

## Historia
Budynek został wybudowany w 1919 roku, według projektu wykonanego przez Alfreda Kramarskiego, w stylu modernistycznym, w związku z rozporządzeniem Krajowej Dyrekcji Skarbu we Lwowie z dnia 1 stycznia 1911, na mocy której została przesunięta linia akcyzowa tak, aby obejmowała nowe dzielnice. Wówczas w mieście powstało 17 nowych rogatek miejskich razem z rogatką na Zakrzówku.
11 maja 2009 rogatka została wpisana do rejestru zabytków. Znajduje się także w gminnej ewidencji zabytków.